# Moça do táxi
Moça do táxi ou Moça do táxi de Belém, também conhecida como Mulher do táxi ou Garota do táxi, é uma lenda urbana que se tornou parte do folclore da cidade de Belém, capital do estado do Pará, no norte do Brasil. De acordo com a lenda, trata-se de uma visagem, ou aparição sobrenatural da figura de uma jovem mulher que sempre pede carona para taxistas nas ruas da cidade. Embora sua origem seja incerta, e os relatos de quem conta sejam questionáveis, a narrativa se tornou tão enraizada na cultura local que continua sendo explorada e compartilhada. Outras versões similares ou com o mesmo teor também são contadas em diferentes cidades do Brasil. Antigamente essa lenda era conhecida como a Moça do Carro de Aluguel, termo antiquado para designar os veículos usados como táxis atualmente.

## Origem e narrativa
A Moça do táxi é uma lenda urbana, sendo muito popular na cidade de Belém, e hoje faz parte do folclore paraense, porém existem diferentes versões na própria capital, e até outras versões em diferentes cidades do Brasil. Uma das versões, e a mais popular, conta que um espírito de uma jovem mulher passou a aparecer pelas ruas da cidade solicitando uma viagem de táxi, e depois informando ao motorista que cobre o valor da corrida ao pai dela. Ao chegar no endereço indicado, ele descobre que a moça já morreu. A lenda ainda conta que a aparição é feita sempre no dia do seu aniversário, data em que costumava percorrer a cidade de táxi quando era viva.

### A narrativa da lenda
Os relatos de experiências com essa figura são protagonizados, em sua maioria, por motoristas de táxi no período da noite. Segundo conta a crença popular, essa moça solicita ao taxista uma viagem, às vezes, para a casa da sua família, ou para um cemitério da cidade. Quando deixada em casa, a jovem alega que irá buscar o dinheiro, porém não retorna. Outros relatos dão conta que quando deixada no cemitério, ela então passa o endereço da residência da sua família, e informa ao taxista que lá ele receberá o pagamento do pai. Em ambos os casos, quando alguém da família atende a porta, e é feita a cobrança da viagem de táxi, recebe a notícia de que a tal jovem estava morta há um tempo. Por fim, o sofrimento do taxista acaba ao visitar o cemitério onde a jovem foi enterrada, e encontra o túmulo com sua lápide, e a reconhece pela fotografia.

### A suposta inspiração
Segundo relatos de belenenses, o nome da moça que supostamente estaria ligado à inspiração dessa lenda era conhecida como Josephina Conte. Ela fazia parte de uma tradicional família de Belém, sendo o seu pai, Nicolau Conte, um empresário italiano e dono de uma fábrica de sapatos. Josephina Conte nasceu em 19 de abril de 1915, e faleceu em 1931, aos 16 anos de idade, vítima de tuberculose. No cemitério Santa Izabel, em Belém, há um túmulo com essas inscrições e que alimentam essa lenda.
Ainda de acordo com a própria lenda, em vida, a jovem sempre era presenteada pelo seu pai durante seu aniversário com uma viagem de táxi pelos principais pontos turísticos de Belém. Por essa razão, como conta a lenda, o tal costume continua, e toda a noite de seu aniversário ela pede um táxi e visita novamente alguns lugares de Belém.

### Outros mistérios
A história da lenda da Moça do táxi também conta que certa vez a família Conte estava almoçando, e um motorista de táxi bateu à porta, alegando ter realizado uma viagem de táxi para uma jovem desde o cemitério até a casa da família. Inicialmente, eles pensaram que poderia se tratar de uma das outras filhas de Nicolau Conte. Entretanto, o taxista apontou para um retrato de Josephina Conte, e afirmou que ela era a moça do táxi. Surpresos, os familiares explicaram que Josephina já havia falecido.
Outro mistério que envolve a história, é que em homenagem à sua filha, Nicolau Conte solicitou que fosse feita na Itália o processo de incrustar a fotografia de Josephina na lápide de mármore. No entanto, ao retornar, ele notou que agora a filha posava com um broche de carro, um detalhe que antes não estava presente na fotografia original.

## Popularidade e impacto cultural
A Moça do táxi é uma das lendas urbanas mais populares, e conhecidas em Belém, e tem exercido influência na cultura local. Mesmo após tantos anos depois dos primeiros relatos sobre a lenda, ela continua viva no imaginário dos paraenses, principalmente dos taxistas e supersticiosos, que são assombrados pelas histórias de aparições.
No imaginário popular de alguns religiosos católicos de Belém, criou-se a crença de que a pessoa que supostamente inspirou a lenda da Moça do táxi seja, na verdade, uma santa popular. Josephina Conte, foi sepultada no cemitério Santa Izabel, em Belém, e ao longo do tempo, o local se tornou uma ponto de superstição, e frequentado por religiosos, e até por curiosos. Com o tempo o túmulo até adquiriu um tom mais acizentado devido à quantidade de velas que queimam sobre ele, e foram deixadas por aqueles que a visitam o local e fazem promessas.
Apesar de atrair a curiosidade de pessoas em seu túmulo desde a década de 1940, e estar presente nas histórias e crenças populares, a lenda ficou ainda mais conhecida após o escritor Walcyr Monteiro, falecido em 2019, fazer a publicação do livro Visagens e Assombrações de Belém, em 1972. Na obra ele conta a história da lenda que assombra os paraenses, e segundo o próprio, existem diferentes versões da Moça do táxi, porém, o desfecho é sempre o mesmo, onde o taxista chega transtornado em frente à suposta casa da família. Acredita-se que a história da lenda iniciou poucos anos depois a morte da jovem devido às peculiaridades do caso. Ainda de acordo com a obra de Walcyr Monteiro, as histórias começaram ainda na primeira metade do Século XX, quando um motorista foi chamado por uma moça que estava em frente ao cemitério Santa Izabel, em Belém. Ele teria levado a jovem até a Brasílica de Nossa Senhora de Nazaré. Então, ela teria rezado e pedido para o motorista fazer outra viagem de volta até o cemitério. Por fim, a moça pediu para que o motorista fosse cobrar o valor da viagem no endereço da família. Para sua surpresa, ele foi informado que a tal moça já havia morrido algum tempo atrás.
Em 2017, a fotógrafa paraense Walda Marques, criou uma fotonovela intitulada Josefina, a moça do táxi, e que conta a história em um novo formato sobre a perspectiva da fotografia, sendo ela tão importante em uma das versões da lenda, onde o motorista do táxi em questão acaba por reconhecer a feição da jovem através de uma fotografia. O tema também foi explorado em 2019, pela cineasta paraense Zienhe Castro no curta-metragem Josephina, e livremente inspirado na mesma fotonovela de Walda Marques. Nela, a lenda ganha outra narrativa com um tom mais romântico.
Em 19 de abril 2022, foi lançada uma produção audiovisual seriada com base na história de Josephina Conte. Intitulado Josephina Conte: muito além da lenda, e realização de Nathan de Moura, conta com relatos de pessoas ligadas à jovem, além de curiosidades sobre a sua vida.
Nos últimos anos a lenda da Moça do táxi vem ganhando notoriedade, e chegou a ser explorada pela mídia em alguns veículos de imprensa como o portal de notícias G1, em que destacou a horda de curiosos que visitam o túmulo de Josephina Conte, e o jornal O Liberal, em virou pauta em duas ocasiões, sendo uma justamente no dia que faz alusão à lenda no dia 19 de abril de 2023.
De acordo com relatos, especialmente de taxistas que testemunharam a aparição, a Moça do táxi frequentemente fornecia endereços de residências que variavam, abrangendo diferentes bairros e regiões da capital paraense. Ao longo das décadas, a lenda persistiu e, de acordo com alguns paraenses em vez de assombrar apenas taxistas, hoje em dia ela pode aparecer para motoristas de aplicativo, mantendo a história viva e adaptada aos tempos modernos.